# Vojtěch Náprstek
Vojtěch Náprstek, także Vojta Náprstek (ur. 17 kwietnia 1826 w Pradze, zm. 2 września 1894 tamże) – czeski działacz patriotyczny, założyciel  Muzeum Kultur Azji, Afryki i Ameryki w Pradze. Był filantropem i społecznikiem. Wspierał ruch równouprawnienia kobiet. 